# Ginástica nos Jogos da Commonwealth de 2018
A ginástica nos Jogos da Commonwealth de 2018 foi realizada no Centro de Esportes Indoor Coomera em Gold Coast, na Austrália, com as disputas da ginástica artística masculina e feminina e da modalidade rítmica, entre 5 e 13 de abril. Foi a nona aparição do esporte no programa dos Jogos da Commonwealth.

## Eventos
| Ginástica artística - Individual geral masculino - Equipes masculinas - Solo masculino - Barra fixa - Barras paralelas - Cavalo com alças - Argolas - Salto sobre a mesa masculino - Equipes femininas - Individual geral feminino - Trave - Solo feminino - Barras assimétricas - Salto sobre a mesa feminino | Ginástica rítmica - Equipes - Individual geral - Arco - Bola - Maças - Fita |

## Medalhistas
Ginástica artística
| Evento                       | Ouro                                                                                    | Prata                                                                                 | Bronze                                                                                       |
| Masculino                    |                                                                                         |                                                                                       |                                                                                              |
| Equipes detalhes             | Dominick Cunningham James Hall Courtney Tulloch Max Whitlock Nile Wilson ENG Inglaterra | Zachary Clay Rene Cournoyer Scott Morgan Cory Paterson Jackson Payne CAN Canadá       | Frank Baines Hamish Carter Kelvin Cham Daniel Purvis David Weir SCO Escócia                  |
| Individual geral detalhes    | Nile Wilson ENG Inglaterra                                                              | James Hall ENG Inglaterra                                                             | Marios Georgiou CYP Chipre                                                                   |
| Solo detalhes                | Marios Georgiou CYP Chipre                                                              | Scott Morgan CAN Canadá                                                               | Daniel Purvis SCO Escócia                                                                    |
| Cavalo com alças detalhes    | Rhys McClenaghan NIR Irlanda do Norte                                                   | Max Whitlock ENG Inglaterra                                                           | Zachary Clay CAN Canadá                                                                      |
| Argolas detalhes             | Courtney Tulloch ENG Inglaterra                                                         | Nile Wilson ENG Inglaterra                                                            | Scott Morgan CAN Canadá                                                                      |
| Salto sobre a mesa detalhes  | Christopher Remkes AUS Austrália                                                        | Courtney Tulloch ENG Inglaterra                                                       | Dominick Cunningham ENG Inglaterra                                                           |
| Barras paralelas detalhes    | Marios Georgiou CYP Chipre                                                              | Nile Wilson ENG Inglaterra                                                            | Frank Baines SCO Escócia                                                                     |
| Barra fixa detalhes          | Nile Wilson ENG Inglaterra                                                              | Cory Paterson CAN Canadá James Hall ENG Inglaterra                                    | nenhum                                                                                       |
| Feminino                     |                                                                                         |                                                                                       |                                                                                              |
| Equipes detalhes             | Elsabeth Black Shallon Olsen Isabela Onyshko Brittany Rogers Jade Chrobok CAN Canadá    | Georgia-Mae Fenton Lucy Stanhope Alice Kinsella Kelly Simm Taeja James ENG Inglaterra | Georgia Rose Brown Alexandra Eade Georgia Godwin Rianna Mizzen Emily Whitehead AUS Austrália |
| Individual geral detalhes    | Elsabeth Black CAN Canadá                                                               | Georgia Godwin AUS Austrália                                                          | Alice Kinsella ENG Inglaterra                                                                |
| Salto sobre a mesa detalhes  | Shallon Olsen CAN Canadá                                                                | Elsabeth Black CAN Canadá                                                             | Emily Whitehead AUS Austrália                                                                |
| Barras assimétricas detalhes | Georgia-Mae Fenton ENG Inglaterra                                                       | Brittany Rogers CAN Canadá                                                            | Georgia Godwin AUS Austrália                                                                 |
| Trave detalhes               | Alice Kinsella ENG Inglaterra                                                           | Georgia Rose Brown AUS Austrália                                                      | Kelly Simm ENG Inglaterra                                                                    |
| Solo detalhes                | Alexandra Eade AUS Austrália                                                            | Latalia Bevan WAL País de Gales                                                       | Shallon Olsen CAN Canadá                                                                     |

Ginástica rítmica
| Evento                    | Ouro                                                         | Prata                                              | Bronze                                                             |
| Feminino                  |                                                              |                                                    |                                                                    |
| Equipes detalhes          | Diamanto Evripidou Eleni Ellina Viktoria Skittidi CYP Chipre | Kwan Dict Weng Sie Yan Koi Izzah Amzan MAS Malásia | Enid Sung Danielle Prince Alexandra Kiroi-Bogatyreva AUS Austrália |
| Individual geral detalhes | Diamanto Evripidou CYP Chipre                                | Katherine Uchida CAN Canadá                        | Kwan Dict Weng MAS Malásia                                         |
| Arco detalhes             | Diamanto Evripidou CYP Chipre                                | Laura Halford WAL País de Gales                    | Kwan Dict Weng MAS Malásia                                         |
| Bola detalhes             | Diamanto Evripidou CYP Chipre                                | Sie Yan Koi MAS Malásia                            | Alexandra Kiroi-Bogatyreva AUS Austrália                           |
| Maças detalhes            | Sophie Crane CAN Canadá                                      | Sie Yan Koi MAS Malásia                            | Diamanto Evripidou CYP Chipre                                      |
| Fita detalhes             | Kwan Dict Weng MAS Malásia                                   | Diamanto Evripidou CYP Chipre                      | Sie Yan Koi MAS Malásia                                            |

## Quadro de medalhas
| Ordem | País             | Medalha de ouro | Medalha de prata | Medalha de bronze | Total |
| ----- | ---------------- | --------------- | ---------------- | ----------------- | ----- |
| 1     | Inglaterra       | 6               | 7                | 3                 | 16    |
| 2     | Chipre           | 6               | 1                | 2                 | 9     |
| 3     | Canadá           | 4               | 6                | 3                 | 13    |
| 4     | Austrália        | 2               | 2                | 5                 | 9     |
| 5     | Malásia          | 1               | 3                | 3                 | 7     |
| 6     | Irlanda do Norte | 1               |                  |                   | 1     |
| 7     | País de Gales    |                 | 2                |                   | 2     |
| 8     | Escócia          |                 |                  | 3                 | 3     |
| TOTAL | TOTAL            | 20              | 21               | 19                | 60    |